# Houtteville
Houtteville település Franciaországban, Manche megyében. Lakosainak száma 72 fő (2018. január 1.). Houtteville Beuzeville-la-Bastille, Appeville, Coigny, Cretteville és Liesville-sur-Douve községekkel határos.

## Népesség
A település népességének változása:
| Lakosok száma | 138  | 121  | 96   | 78   | 81   | 94   | 90   | 84   | 74   | 72   |
|               | 1962 | 1968 | 1982 | 1990 | 1999 | 2008 | 2011 | 2013 | 2017 | 2018 |